# Ilex kobuskiana
Ilex kobuskiana är en järneksväxtart som beskrevs av Shiu Ying Hu. Ilex kobuskiana ingår i släktet järnekar, och familjen järneksväxter. Inga underarter finns listade i Catalogue of Life.